# Lista de filmes com temática LGBT de 1991
Esta é uma lista de filmes que contém personagens e/ou temática lésbica, gay, bissexual, ou transgênera lançados em 1991.
| Título                                                                           | Diretor                                              | País                                               | Gênero                           | Elenco | Anotações |
| -------------------------------------------------------------------------------- | ---------------------------------------------------- | -------------------------------------------------- | -------------------------------- | --- | --- |
| Absolute Hell                                                                    | Anthony Page                                         | Reino Unido                                        | Comédia, Drama                   | Judi Dench, Francesca Annis, Bill Nighy, Ronald Pickup, Charles Gray, Nathaniel Parker, Moyra Fraser, Ray Winstone               | Segue um grupo de personagens excêntricos em Soho logo após a Segunda Guerra Mundial                                                                                        |
| Absolutely Positive                                                              | Peter Adair                                          | EUA                                                | Documentário                     | | Mostra o cotidiano de 11 pessoas soropositivas em diferentes estágios, e como cada um lida com a doença                                                                     |
| The Adjuster                                                                     | Atom Egoyan                                          | Canadá                                             | Comédia, Drama                   | Elias Koteas, Arsinée Khanjian, Maury Chaykin, Gabrielle Rose, Jennifer Dale, David Hemblen, Rose Sarkisyan,                     | |
| After the War, You Have to Tell Everyone About the Dutch Gay Resistance Fighters | Klaus Müller                                         | Países Baixos                                      | Documentário                     | | Homenagem a vários membros gays e lésbicas da resistência holandesa durante a Segunda Guerra                                                                                |
| All-American Murder                                                              | Anson Williams                                       | EUA                                                | Suspense                         | Christopher Walken, Charlie Schlatter, Josie Bissett, Joanna Cassidy, Richard Kind, Woody Watson                                 | trad. Suspeito de Assassinato |
| All of Me                                                                        | Bettina Wilhelm                                      | Alemanha                                           | Drama, Romance                   | Georgette Dee, Mirosław Baka, Mechthild Großmann, Tadeusz Łomnicki, Terry Truck                                                  | Segue uma pessoa bigênera que decide se casar com uma amiga |
| American Fabulous                                                                | Reno Dakota                                          | EUA                                                | Documentário                     | Jeffrey Strouth | Um homem gay soropositivo reconta sua vida espontânea, selvagem, e criativa                                                                                                 |
| Among Men                                                                        | Wieland Speck                                        | Alemanha                                           | Antologia                        | | Uma colagem histórica de curtas gays |
| Arthur Rimbaud - Une biographie                                                  | Richard Dindo                                        | França                                             | Docuficção, Biográfico           | Bernard Bloch, Christiane Cohendy, Albert Delpy, Jean Dautremay, Bernard Freyd                                                   | Sobre o escritor Arthur Rimbaud |
| Barbi for President                                                              | Tony Y. Reyes                                        | Filipinas                                          | Comédia                          | Joey de Leon, Mark Gil, Tessie Tomas                                                                                             | Segundo filme da trilogia Barbi, que segue as desventuras de uma drag queen que imita a Barbara Streisand                                                                   |
| The Battle of Tuntenhaus                                                         | Juliet Bashore                                       | Reino Unido                                        | Documentário                     | | Sobre a luta de uma comunidade LGBT que ocupava uma casa na Berlim Oriental contra 300 policiais enviados para expulsa-los depois da unificação                             |
| Beloved Murderer!                                                                | Heidi Kull                                           | Alemanha                                           | Curta, Animação                  | | Duas assassinas de aluguel lésbicas são contratadas para caçar uma a outra                                                                                                  |
| Billy Turner's Secret                                                            | Michael Mayson                                       | EUA                                                | Curta, Drama                     | Mark D. Kennerly, Tanya Solar, Michael Mayson, Khea Williams, Harrison White, Scott Evans                                        | Sobre a homofobia dentro da comunidade afro-americana |
| El bizcocho del Panadero                                                         | Sergio Mariscal                                      | México                                             | Comédia                          | Manuel Ibanez, Raul Padilla, Hilda Aguirre, Azela Robinson, Jose Magana, Carlos Yustis                                           | Sobre um padeiro que se diz um 'Don Juan' e os problemas que surgem quando pessoas fazem suposições erradas                                                                 |
| Blood and Concrete                                                               | Jeffrey Reiner                                       | EUA                                                | Comédia, Crime                   | Billy Zane, Jennifer Beals, Darren McGavin, James Le Gros, Mark Pellegrino, Nicholas Worth, Harry Shearer                        | trad. Fechando o Cerco |
| Bolo! Bolo!                                                                      | Ian Rashid, Kaspar Saxena                            | Canadá                                             | Curta                            | | Explora a reação da diáspora sul-asiática do Canadá à AIDS |
| Came Out, It Rained, Went Back in Again                                          | Betsan Morris Evans                                  | Reino Unido                                        | Curta, Comédia                   | Jane Horrocks, Aline Mowat, Lesley Sharp                                                                                         | Baseado nas performances de comédia stand-up de Claire Dowie no começo dos anos 80                                                                                          |
| China Doll                                                                       | Meng Ong                                             | Singapura                                          | Curta, Documentário              | | Sobre um imigrante da Malásia que é um cross dresser |
| Chinese Characters                                                               | Richard Fung                                         | Canadá                                             | Curta                            | | Homens asiáticos discutem sua própria visão sob sua sexualidade que é influenciada pelo erotismo ocidental                                                                  |
| Le ciel de Paris                                                                 | Michel Béna                                          | França                                             | Drama                            | Sandrine Bonnaire, Marc Fourastier, Paul Blain                                                                                   | Um homem gay se apaixona pelo homem que gosta de sua colega de quarto |
| Coal Miner’s Granddaughter                                                       | Cecilia Dougherty                                    | EUA                                                | Drama                            | | Uma jovem deixa sua família para procurar independência sexual na Pensilvânia                                                                                               |
| Cost of Love                                                                     | Richard Kwietniowski                                 | Reino Unido                                        | Curta                            | Pendle, Rich Crafer, Jarther Taylor, Janet Jones, Lydie Fleurent                                                                 | Um homem encontra um número de telefone em uma caixa de fósforos e decide telefonar                                                                                         |
| Daddy and the Muscle Academy                                                     | Ilppo Pohjola                                        | Finlândia                                          | Documentário                     | Tom of Finland, Robert Henry Mizer, Nayland Blake, Durk Dehner, Dom Orejudos, Isaac Julien, Shelton Jacobs                       | Sobre a vida do artista Tom of Finland, conhecido por suas obras homoeróticas                                                                                               |
| Danzón                                                                           | María Novaro                                         | México                                             | Drama, Romance                   | María Rojo, Carmen Salinas, Tito Vasconcelos, Víctor Carpinteiro, Daniel Rergis, Margarita Isabel                                | trad. Danzon, Meu Amor Perdido |
| Le Diable amoureux                                                               | José Montes-Baquer                                   | França                                             | Dança, Fantasia                  | Jan Broeckx, Alessandra Ferri, Jean-Charles Verchere                                                                             | Espetáculo baseado no romance homônimo de Jacques Cazotte, sobre um demônio que se apaixona por um nobre espanhol                                                           |
| Dios Los Cría                                                                    | Fernando Ayala                                       | Argentina                                          | Drama                            | Soledad Silveyra, Hugo Soto, Ana María Cores, China Zorrilla, Hugo Grosso, Mauricio Bruno                                        | Um garoto com inclinações homossexuais que vive com sua mãe solteira conhece um prostituta com um filho e os três formam uma estranha família                               |
| Edward II                                                                        | Derek Jarman                                         | Reino Unido                                        | Drama, Histórico                 | Steven Waddington, Tilda Swinton, Andrew Tiernan, Nigel Terry, John Lynch, Dudley Sutton, Jerome Flynn, Annie Lennox             | Baseado na peça homônima de Christopher Marlowe |
| Elegy in the Streets                                                             | Jim Hubbard                                          | EUA                                                | Curta, Documentário              | Roger Jacoby | Um protesto contra a ignorância e a supressão de informações sobre a AIDS                                                                                                   |
| Encuentro entre dos Reinas                                                       | Cecilia Barriga                                      | Chile                                              | Romance                          | Greta Garbo, Marlene Dietrich | trad. Encontro Entre Duas Rainhas Re-edita vários filmes estrelados pelas atrizes para criar um espaço para a identidade lésbica                                            |
| Les Équilibristes                                                                | Nikos Papatakis                                      | França                                             | Drama                            | Michel Piccoli, Lilah Dadi, Polly Walker                                                                                         | trad. Os Equilibristas Baseado em um período da vida do escritor Jean Genet                                                                                                 |
| Faccione                                                                         | Christian De Sica                                    | Itália                                             | Comédia                          | Nadia Rinaldi, Paco Reconti, Agnese Nano, Lucia Bonaccorti, Antonello Fassari, Rosalina Neri, Enrica Bonaccorti                  | Uma moça acima do peso se apaixona jovem sexualmente ambíguo |
| Fighters                                                                         | Ron Peck                                             | Reino Unido                                        | Documentário                     | Jimmy Tibbs, Mark Kaylor, Bradley Stone, Terry Dixon, Jason Rowland, Jimmy Peters, Dean Hollington                               | Segue as dificuldades de um grupo de lutadores de boxe do East End |
| First Comes Love                                                                 | Su Friedrich                                         | EUA                                                | Curta                            | | Quatro cerimônias de casamento, interrompidas para lembrar a audiência que uniões entre pessoas do mesmo sexo não são reconhecidas                                          |
| Freud Flyttar Hemifrån                                                           | Susanne Bier                                         | Suécia                                             | Comédia                          | Gunilla Röör, Ghita Nørby, Palle Granditsky, Philip Zandén, Jessica Zandén, Peter Andersson, Stina Ekblad                        | [ 34 ] |
| Fried Green Tomatoes                                                             | Jon Avnet                                            | EUA                                                | Comédia, Drama                   | Kathy Bates, Mary Stuart Masterson, Nancy Moore Atchison, Mary-Louise Parker, Jessica Tandy, Cicely Tyson, Chris O'Donnell       | Co-roteirizado por Fannie Flagg, baseado em seu romance Fried Green Tomatoes at the Whistle Stop Cafe Subtexto lésbico, ao contrário do romance explicito presente no livro |
| Glitter Goddess of Sunset Strip                                                  | Dick Campbell                                        | EUA                                                | Documentário, Biográfico         | Llana Lloyd, Angela Bowie | Segue uma groupie do músico Alice Cooper |
| Gossenkind                                                                       | Peter Kern                                           | Alemanha                                           | Drama                            | Max Kellermann, Winfried Glatzeder, Daniel Berger, Renate Krößner, Christoph Schlingensief, Bernd Stegemann                      | Um adolescente prostituto vai a um bar para procurar clientes |
| I gravata (Η γραβάτα)                                                            | Alexis Bisticas                                      | Grécia                                             | Curta, Romance, Drama            | Stavros Zalmas, Matt Whitle, Reina James, Kostas Politis, Anet Papathanasiou, Angela Brouskou                                    | Um viciado em jogos de azar e um inglês se encontram durante uma luta na noite de Londres                                                                                   |
| Hearing Voices                                                                   | Sharon Greytak                                       | EUA, Canadá                                        | Drama                            | Tim Ahern, Michael Davenport, Stephen Gatta, Erika Nagy                                                                          | Uma modelo se apaixona pelo amante de seu médico |
| The Hours and Times                                                              | Christopher Münch                                    | EUA                                                | Drama                            | David Angus, Ian Hart, Stephanie Pack, Robin McDonald, Sergio Moreno, Unity Grimwood                                             | Uma versão ficcionalizada do que poderia ter acontecido durante uma viagem feita por John Lennon e o gerente dos Beatles, Brian Epstein, em 1963                            |
| In the Shadow of the Stars                                                       | Allie Light, Irving Saraf                            | EUA                                                | Documentário                     | William S. Jones | |
| (In)Visible Women                                                                | Marina Alvarez, Ellen Spiro                          | EUA                                                | Curta, Documentário              | | Focado em três mulheres seropositivas em suas respectivas comunidades |
| J'embrasse pas                                                                   | André Téchiné                                        | França                                             | Drama                            | Philippe Noiret, Emmanuelle Béart, Manuel Blanc, Hélène Vincen, Ivan Desny, Christophe Bernard, Roschdy Zem                      | Um jovem ingênuo chega a Paris para ser ator, mas passa a se prostituir para sobreviver                                                                                     |
| Jerker                                                                           | Hugh Harrison                                        | EUA                                                | Drama                            | Tom Wagner, Joseph P. Stachura, Brad Majors, Barbara Stachura, Laura Walker                                                      | Dois homens se conhecem pelo telefone e desenvolvem um relacionamento obsessivo                                                                                             |
| JFK                                                                              | Oliver Stone                                         | EUA, França                                        | Biográfico, Drama                | Kevin Costner, Kevin Bacon, Tommy Lee Jones, Laurie Metcalf, Gary Oldman, Michael Rooker                                         | [ 43 ] |
| Khush                                                                            | Pratibha Parmar                                      | Reino Unido                                        | Curta, Documentário              | | trad. Prazer Discute a homossexualidade na diáspora do sul da Ásia, com lésbicas e homens gay conversando sobre a auto-aceitação de sua sexualidade                         |
| Liebe, Eifersucht und Rache                                                      | Michael Brynntrup                                    | Alemanha                                           | Curta                            | Jürgen Baldiga, Michael Brynntrup, Bev Stroganov                                                                                 | [ 45 ] |
| Living and Dying                                                                 | Claudia Acklin                                       | Canadá                                             | Documentário                     | Andre Ratti | Sobre Andre Ratti, uma personalidade da TV suíça que assumiu sua homossexualidade e revelou que era soropositivo aos 50 anos de idade                                       |
| Lorenza - Portrait of an Artist                                                  | Michael Stahlberg                                    | Alemanha                                           | Curta, Documentário              | Lorenza Böttner | Sobre o pintor e dançarino Lorenza Böttner, que perdeu os braços aos 9 anos de idade                                                                                        |
| The Lost Language of Cranes                                                      | Nigel Finch                                          | Reino Unido                                        | Drama                            | Brian Cox, Angus Macfadyen, Eileen Atkins, Corey Parker, Cathy Tyson, René Auberjonois, John Schlesinger, Ben Daniels            | trad. A Lingua Secreta das Garças Baseado no romance homônimo de David Leavitt, sobre as dificuldades na vida de um jovem gay                                               |
| The Making of Monsters                                                           | John Greyson                                         | Canadá                                             | Curta, Musical, Drama, Comédia   | Christopher Anderson, Stewart Arnott, Lee MacDougall                                                                             | Um comentário sobre o assassinato de um professor gay por cinco adolescente em Toronto em 1985                                                                              |
| Massillon                                                                        | William E. Jones                                     | EUA                                                | Documentário                     | | Uma autobiografia do diretor, mostra como foi crescer sendo gay na pequena cidade de Massillon                                                                              |
| Muerte en la playa                                                               | Enrique Gómez Vadillo                                | México                                             | Suspense, Terror, Drama          | Andrés Bonfiglio, Sonia Infante, Rodolfo de Anda, Antonio Eric                                                                   | O filho gay de uma empresária rica mata o professor que o abusou |
| A Murder of Quality                                                              | Gavin Millar                                         | Reino Unido                                        | Mistério, Suspense               | Denholm Elliott, Joss Ackland, Glenda Jackson, Billie Whitelaw, David Threlfall, Ronald Pickup                                   | Baseado no romance homônimo de John le Carré |
| My Father Is Coming                                                              | Monika Treut                                         | Alemanha                                           | Comédia, Romance                 | Alfred Edel, Shelley Kästner, Annie Sprinkle, Michael Massee, Mary Lou Grailau, David Bronstein, Dominique Gaspar, Flora Gasper  | trad. Meu Pai Está Vindo Uma atriz desempregada lésbica finge ser casada com seu amigo gay quando seu pai vem visitar                                                       |
| My Own Private Idaho                                                             | Gus Van Sant                                         | EUA                                                | Drama                            | River Phoenix, Keanu Reeves, James Russo, William Richert, Rodney Harvey, Chiara Caselli, Michael Parker, Flea, Udo Kier         | Vagamente baseado nas peças Henrique IV, Parte 1, Henrique IV, Parte 2, e Henrique V, de William Shakespeare                                                                |
| Na Cama com Madonna                                                              | Alek Keshishian                                      | EUA                                                | Documentário                     | Madonna | Documenta a vida da artista durante o Blond Ambition World Tour no ano anterior Foi apontado como um filme inovador para seu retrato casual da homossexualidade             |
| Naked Lunch                                                                      | David Cronenberg                                     | Canadá, Reino Unido, Japão                         | Ficção Científica, Drama         | Peter Weller, Judy Davis, Ian Holm, Roy Scheider, Joseph Scorsiani, Julian Sands, Monique Mercure, Michael Zelniker              | Baseado no romance homônimo de William S. Burroughs |
| Nelligan                                                                         | Robert Favreau                                       | Canadá                                             | Biográfico, Drama                | Marc Saint-Pierre, Luc Morissette, Lorraine Pintal                                                                               | Sobre o poeta Émile Nelligan |
| No Skin Off My Ass                                                               | Bruce LaBruce                                        | Canadá                                             | Comédia, Drama                   | Bruce LaBruce, G. B. Jones, Klaus von Brücker, Caroline Azar, Beverly Breckenridge, Laurel Pervis, Kate Ashley, Jena von Brücker | Um cabeleireiro se apaixona por um skinhead |
| North of Vortex                                                                  | Constantine Giannaris                                | Reino Unido, Grécia                                | Drama                            | Stavros Zalmas, Valda Z. Drabla, Howard Napper, Kevin Graal                                                                      | Um poeta gay, um marinheiro bissexual, e uma garçonete andrógena começam uma jornada até o oeste dos Estados Unidos                                                         |
| Our Sons                                                                         | John Erman                                           | EUA                                                | Drama                            | Ann-Margret, Julie Andrews, Hugh Grant, Zeljko Ivanek, Tony Roberts, Hal England, Loyda Ramos, Annabelle Weenick                 | trad. Nossos Filhos Quando seu parceiro descobre que é soropositivo, um homem pede a sua mãe que procure a mãe do namorado para avisá-la                                    |
| Outcasts                                                                         | Leigh B. Grode                                       | Países Baixos                                      | Curta, Documentário              | David de Most, Louise Dunn, Josine Fonderie, Leigh B. Grode                                                                      | Sobre lésbicas em Berlim durante o Holocausto |
| Over Our Dead Bodies                                                             | Stuart Marshall                                      | Reino Unido                                        | Documentário                     | Kellan Farshea, Simon Watney | Mostra a resposta de grupos de ativistas LGBT dos EUA e do Reino Unid à AIDS                                                                                                |
| A Place of Rage                                                                  | Pratibha Parmar                                      | EUA                                                | Documentário                     | Angela Davis, June Jordan, Trinh T. Minh-ha, Alice Walker                                                                        | Detalha as contribuições de mulheres negras ao movimento de direitos civis nos EUA                                                                                          |
| Poison                                                                           | Todd Haynes                                          | EUA                                                | Drama, Ficção Científica, Horror | Scott Renderer, James Lyons, Edith Meeks, Millie White, Buck Smith, Rob LaBelle, John Leguizamo, Anne Giotta, Lydia Lafleur,     | trad. Veneno Baseado no romance homônimo de Jean Genet Considerado um dos primeiros filmes Novo Cinema Queer                                                                |
| Prison Stories: Women on the Inside                                              | Donna Deitch, Penelope Spheeris, Joan Micklin Silver | EUA                                                | Drama                            | Moe Bertran, Ken Butler, Rae Dawn Chong, Lolita Davidovich, Annabella Sciorra                                                    | Três histórias dramáticas entorno de uma prisão feminina |
| Queens Logic                                                                     | Steve Rash                                           | EUA                                                | Comédia, Drama                   | Kevin Bacon, Jamie Lee Curtis, Linda Fiorentino, John Malkovich, Joe Mantegna, Ken Olin, Tony Spiridakis                         | trad. Entre Amigos |
| A Question of Attribution                                                        | John Schlesinger                                     | Reino Unido                                        | Drama, Comédia                   | James Fox, Prunella Scales, Geoffrey Palmer, David Calder, Ann Beach, John Cater, Edward de Souza, Jason Flemyng                 | Sobre Sir Anthony Blunt, que foi um espião soviético na Inglaterra por 25 anos e um membro dos Cambridge Five                                                               |
| Rasen no sobyo                                                                   | Yasufumi Kojima                                      | Japão                                              | Documentário                     | | Primeiro documentário gay japonês, segue a vida de homens homossexuais de Osaka                                                                                             |
| Relax                                                                            | Chris Newby                                          | Reino Unido                                        | Curta                            | Philip Rosch, Timothy Keen, Grant Oatley, Joe Searby                                                                             | Sobre a ansiedade de um homem gay que planeja fazer um teste para HIV |
| Resonance                                                                        | Stephen Cummins                                      | Austrália                                          | Curta                            | Andrea Aloise, Mathew Bergan, Chad Courtney, Annette Evans, Christopher Ryan, Yves Stening                                       | Sobre a natureza do poder e a relação entre a homofobia e a misoginia |
| Ricochet                                                                         | Russell Mulcahy                                      | EUA                                                | Ação, Suspense                   | Denzel Washington, John Lithgow, Ice-T, Kevin Pollak, Lindsay Wagner, Mary Ellen Trainor, Josh Evans                             | |
| Robert's Movie                                                                   | Canan Gerede                                         | Turquia                                            | Drama                            | Asli Altan, Patrick Bauchau, John Kelly                                                                                          | Um fotógrafo jornalístico foge para Istambul e conhece um cantor andrógeno com muitos segredos                                                                              |
| RSVP                                                                             | Laurie Lynd                                          | Canadá                                             | Curta                            | Stewart Arnott, Ferne Downey, Gordon Jocelyn, London Juno, Daniel MacIvor, Ross Manson, Judith Orban                             | Um homem volta a sua casa pela primeira vez desde que seu parceiro faleceu dado à AIDS                                                                                      |
| Rudolf Nureyev                                                                   | Patricia Foy                                         | Reino Unido                                        | Documentário, Biográfico         | Ninette de Valois, Natalya Dudinskaya, Razida Evegrafova, Margot Fonteyn, Philip Gammon, Sylvie Guillem, Cliff Morgan            | Sobre a vida e trabalho do coreógrafo e bailarino russo Rudolf Nureyev |
| Rue du Bac                                                                       | Gabriel Aghion                                       | França                                             | Comédia, Drama                   | Geneviève Bujold, Frédéric Constant, Yves Dangerfield, Françoise Brion, Edith Scob, Facundo Bo, Svéva Aghion                     | Um jovem de família intelectual que tem uma adoração pelo primo decide ajudá-lo a se tornar um escritor                                                                     |
| Salmonberries                                                                    | Percy Adlon                                          | Alemanha                                           | Drama                            | Oscar Kawagley, Rosel Zech, k.d. lang, Eugene Omiak, Wayne Waterman, Jane Lind, Chuck Connors, Alvira H. Downey                  | lang faz o papel de uma lésbica butch de uma cidade pequena no Alasca buscando seus pais biológicos                                                                         |
| Les Sauf-conduits                                                                | Manon Briand                                         | Canadá                                             | Curta, Drama                     | Julie Lavergne, Patrick Goyette, Luc Picar                                                                                       | Um triângulo amoroso surge entre amigos tentando quebrar o recorde mundial de lançamento de ovo cru                                                                         |
| Schastlivogo Rozhdestva v Parizhe! Ili Banda lesbiyanok                          | Olga Zhukova                                         | Rússia                                             | Crime, Drama                     | Alika Smekhova, Vladimir Tolokonnikov, Sonya Klimenko, Yuliya Lobanova, Inna Khrulyova, Nargiz Mamadkhanova                      | Também conhecido como Merry Christmas in Paris! or The Gang of Lesbians |
| The Search for Signs of Intelligent Life in the Universe                         | John Bailey                                          | EUA                                                | Comédia                          | Lily Tomlin, Clay Walker | Versão de longa metragem do monólogo homônimo de Tomlin, um dos personagens é uma lésbica radical                                                                           |
| She Don't Fade                                                                   | Cheryl Dunye                                         | EUA                                                | Curta                            | Paula Cronan, Cheryl Dunye, Zoie Strauss                                                                                         | Segue a vida sexual de uma lésbica afro-americana |
| Shuang zhuo (雙鐲)                                                               | Huang Yu-Shan                                        | Hong Kong                                          | Drama                            | Vivian Chan, Roger Kwok, Michael Tao, Wong Yat-Fei, Lily Lai-Lai Liu, Winnie Lau Siu-Wai                                         | Explora a relação profunda entre duas jovens de um vilarejo de pescadores                                                                                                   |
| O Silêncio dos Inocentes                                                         | Jonathan Demme                                       | EUA                                                | Suspense, Terror, Drama          | Jodie Foster, Anthony Hopkins, Scott Glenn, Ted Levine, Anthony Heald, Brooke Smith, Diane Baker, Kasi Lemmons                   | |
| Sphinxes Without Secrets                                                         | Maria Beatty                                         | EUA                                                | Documentário                     | Diamanda Galás, Laurie Anderson, Lenora Champagne, Holly Hughes, Rachel Rosenthal, Lisa Kron, Suzanne Lazy                       | Atrizes, cineastas, e críticas pensam no mundo que as mulheres tem que confrontar                                                                                           |
| Storme: Lady of the Jewel Box                                                    | Michelle Parkerson                                   | EUA                                                | Curta                            | Stormé DeLarverie | Sobre Stormé DeLarverie e outros drag kings do clube Jewel Box Revue |
| La Strana Voglia                                                                 | Pasquale Fanetti                                     | Itália                                             | Drama                            | Malù Ángeles, López Barea, Giancarlo Teodori, Zvonko Zrnčić, Suada Herak                                                         | Uma mulher descobre que seu ex-namorado está vivendo com outra e decide seduzi-la                                                                                           |
| Strip Jack Naked                                                                 | Ron Peck                                             | Reino Unido                                        | Documentário                     | Ron Peck, John Brown, John Daimon, Nick Bolton, Walter McMonagle, Judy Liebert, Michael Menaugh                                  | O diretor fala sobre sua infância como um homem gay, a homofobia no Reino Unido, e sua jornada até dirigir o filme Nighthawks                                               |
| Switch                                                                           | Blake Edwards                                        | EUA                                                | Comédia                          | Ellen Barkin, Jimmy Smits, JoBeth Williams, Lorraine Bracco, Catherine Keener, Tony Roberts, Perry King, Téa Leoni               | |
| Thelma & Louise                                                                  | Ridley Scott                                         | EUA                                                | Aventura, Drama                  | Geena Davis, Susan Sarandon, Harvey Keitel, Michael Madsen, Christopher McDonald, Brad Pitt                                      | |
| Todo por la pasta                                                                | Enrique Urbizu                                       | Espanha                                            | Suspense                         | María Barranco, Kiti Manver, Antonio Resines, Pepo Oliva, José Amezola, Luis Ciges, Caco Senante, Maite Blasco                   | [ 83 ] |
| Together Alone                                                                   | P. J. Castellaneta                                   | EUA                                                | Drama                            | Terry Curry, Todd Stites | |
| Vegas in Space                                                                   | Phillip R. Ford                                      | EUA                                                | Ficção Científica, Comédia       | Doris Fish, Tippi, Miss X | Protagonizado por drag queens espaciais |
| La Vie Selon Luc                                                                 | Jean-Paul Civeyrac                                   | França                                             | Curta                            | Jean Descanvelle, Alain Payen, Sabine Friess, Thomas Badek                                                                       | Segue um vândalo e prostituto dos subúrbios e o homem que o ama |
| We Were Marked with a Big A                                                      | Elke Jeanrond, Joseph Weishaupt                      | Países Baixos                                      | Documentário                     | Kurt von Ruffin, Friedrich-Paul Von Groszheim                                                                                    | Três sobreviventes gays da Alemanha Nazista contam suas histórias |
| Which is Scary                                                                   | Paula Gauthier                                       | EUA                                                | Curta                            | | [ 87 ] |
| Wild Blade                                                                       | David Geffner                                        | EUA                                                | Drama                            | Stephen Geoffreys, Carole-Ann Scott, Thomas Crouch, Sheila Kelley, Geoffrey Paltrowitz                                           | A viúva bissexual de um comediante descobre que ele estava tendo um caso com um prostituto surdo                                                                            |
| Willkommen im Dom                                                                | Jochen Hick                                          | Alemanha                                           | Curta, Documentário              | | Rara documentação do protesto do grupo ativista internacional Act-Up contra a discriminação com pessoas soropositivas em Frankfurt                                          |
| Young Catherine                                                                  | Michael Anderson                                     | EUA, Reino Unido, Canadá, Rússia, Alemanha, Itália | Biográfico, Histórico, Drama     | Julia Ormond, Christopher Plummer, Vanessa Redgrave, Franco Nero, Marthe Keller, Maximilian Schell                               | trad. A Jovem Catarina Sobre a rainha Catarina II da Rússia |
| Young Soul Rebels                                                                | Isaac Julien                                         | Reino Unido, França, Alemanha, Espanha             | Drama                            | Valentine Nonyela, Mo Sesay, Dorian Healy, Frances Barber, Sophie Okonedo, Jason Durr, Gary McDonald, Eamonn Walker              | A segunda narrativa do filme segue o relacionamento de um punk com um soulboy                                                                                               |
| Zapovezená láska                                                                 | Vladislav Kvasnicka                                  | Checoslováquia (República Checa)                   | Documentário                     | | Sobre a homofobia presente na sociedade checa |
| Zimmer 303                                                                       | Wieland Speck                                        | Alemanha                                           | Curta                            | | Amigos e família de um paciente com AIDS relembram seus momentos com ele |